# Chien-Shiung Wu
Chien-Shiung Wu, född 1912 i Taicang, Jiangsu, död 1997 i New York, var en kinesisk-amerikansk fysiker specialiserad på radioaktivt sönderfall.
Hon var verksam i USA från 1936 och var deltagare i Manhattanprojektet. Hennes kollegor Tsung-Dao Lee och Chen Ning Yang lade fram en teori om att den svaga växelverkan inte hade paritetssymmetri (spegelsymmetri). Wu bekräftade teorin experimentellt och Lee och Yang fick dela Nobelpriset i fysik 1957. Hennes bok Beta Decay 1965 betraktas än i dag som en standardreferens bland kärnfysiker. Wu tilldelades 1978 Wolfpriset i fysik.
Asteroiden 2752 Wu Chien-Shiung är uppkallad efter henne.